# اس‌ان ۱۸۵
اس‌ان ۱۸۵ یا ابرنواختر ۱۸۵ (به انگلیسی: SN 185) یک رویداد ستاره‌شناسی گذرا بود که به احتمال در دسامبر سال ۱۸۵ میلادی (نیمه آذر) به شکل یک ابرنواختر دیده شد. این انفجار در راستای آلفا قنطورس، بین صورت‌های فلکی پرگار و قنطورس اتفاق افتاد و به درخشندگی احتمالی از قدر ظاهری ۶- تا ۸- رسید. گمان می‌رود اس‌ان ۱۸۵ کهن‌ترین ابرنواختری باشد که تا به حال ثبت شده‌است و اخترشناسان چینی برای نخستین‌بار از آن به عنوان «ستارهٔ میهمان» در کتاب تاریخ هان متاخر نام برده‌اند و به توصیفش پرداخته‌اند. این ابرنواختر دستکم برای هشت ماه در آسمان شب دیده می‌شد.

## تاریخچه
سالنمای اختربینی کتاب تاریخ متأخر هان - که به وقایع تاریخی سال‌های ۲۵ تا ۲۲۰ میلادی می‌پردازد - توضیح می‌دهد که چطور اخترشناسان در سال دوم سلطنت امپراتور لینگ هان دوران ژانگ‌پینگ، این ابرنواختر را کشف کردند. ترجمهٔ این بخش از سالنما این چنین است:
«در سال دوم دوران سلطنت ژانگ‌پینگ، ماه دهم، در یک روزگوئی‌های (هفتم دسامبر ۱۸۵ میلادی) یک ستارهٔ میهمان درون دروازهٔ جنوبی (نانمن، یک صورتواره چینی نزدیک آلفا قنطورس) ظاهر شد. به نظر می‌رسید به بزرگی نیم یان باشد. در رنگ‌های مختلف سوسو می‌زد و بعد کوچک شد تا سرانجام در ماه ششم از سال هو (هو-نیان ۲۴ ژوئیه تا ۲۳ آگوست ۱۸۷ یا بنابر تفسیری دیگر از ۵ ژوئیه تا ۲ آگوست ۱۸۶) ناپدید شد»
به جز این، ممکن است بتوان ردپایی از این ابرنواختر را در ادبیات کهن رومی نیز پیدا کرد. اگرچه در این مورد بحث‌هایی میان تاریخ‌دان‌ها وجود دارد، اما هیچکدام از این متون تاریخی نیز اطلاعاتی بیشتر از کتاب تاریخ متأخر هان در این باره به دست نمی‌دهند.

## بررسی‌های علمی
برای مدت‌های طولانی شناسایی این «ستارهٔ میهمان» به عنوان یک ابرنواختر محل مجادله بوده است. برخی تفاسیر دیگر از این متون چینی، آن را توصیف یک دنباله‌دار یا ظهور همزمان یک ابرنواختر با دنباله‌دار سوئیفت-تاتل دانسته‌اند.بررسی دقیق دنباله‌دارهای نزدیک به آن زمان و این نکته که اخترشناسان چینی هیچ اشاره‌ای به حرکت این جسم نکرده‌اند، دنباله‌دار بودن آن را نامحتمل می‌کند. از این رو به نظر می‌رسد که ابرنواختر ۱۸۵ قدیمی‌ترین ابرنواختر ثبت شده در تاریخ باشد. 
در اواخر دههٔ ۱۹۵۰ میلادی (میانه‌های دههٔ ۱۳۳۰ خورشیدی) سحابی گسیلشیِ آرسی‌دبلیو ۸۶ در فاصلهٔ ۹۱۰۰ سال نوری کشف شد. خیلی زود این سحابی به ستاره میهمان سال ۱۸۵ مرتبط شد. مطالعات بعدی نشان داد که آرسی‌دبلیو ۸۶ واقعاً بازمانده یک ابرنواختر است.

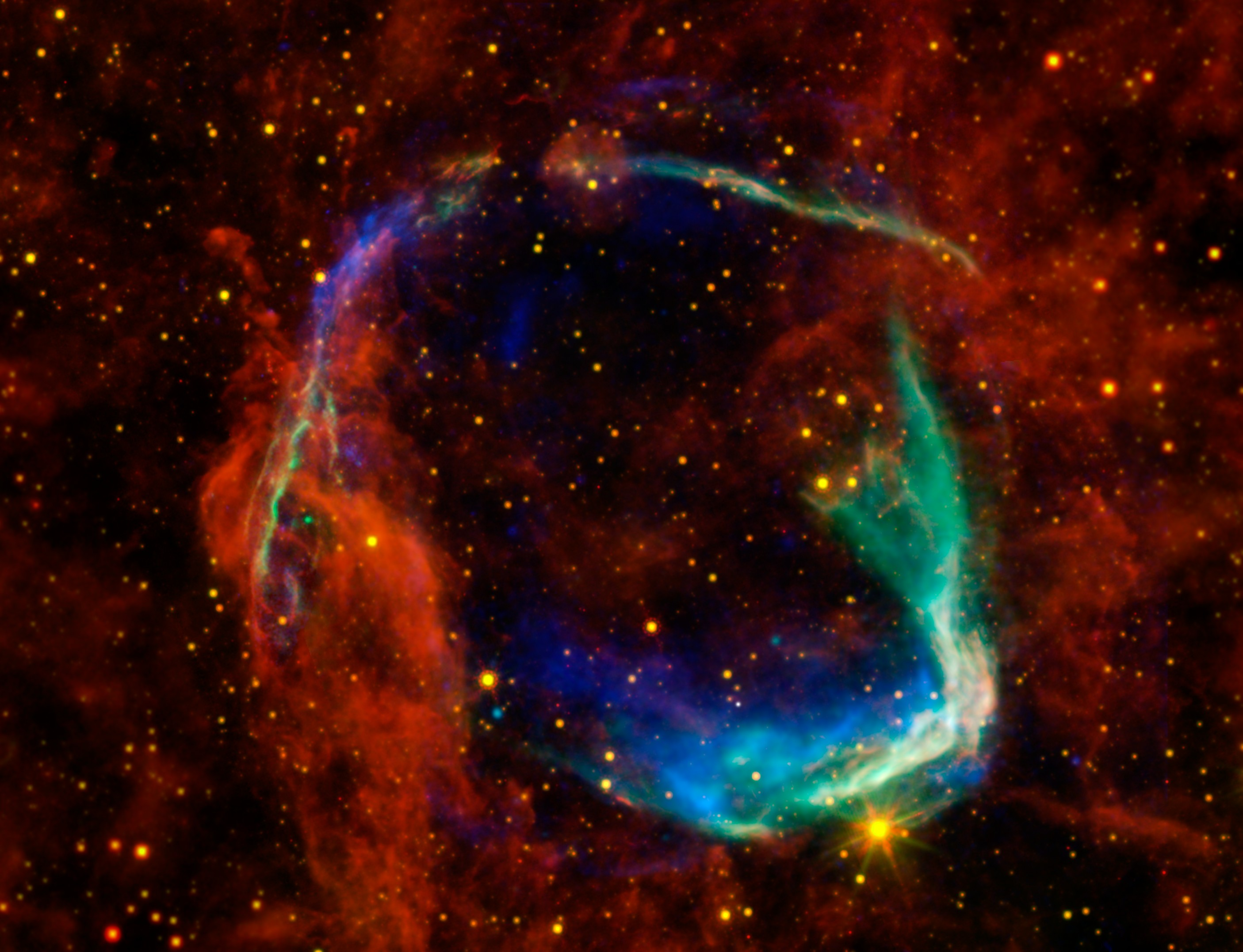
تصاویر فروسرخ تلسکوپ فضایی اسپیتزر ناسا و وایز با داده‌های پرتو ایکس رصدخانه پرتو ایکس چاندرا و رصدخانه ایکس‌ام‌ام اسا در این عکس از آرسی‌دبلیو ۸۶ ترکیب شده‌اند.